# Arietenkalk-Formation
- Humph.-Fm. = Humphriesioolith-Formation
- L.Bk-Fm = Liegende Bankkalk-Formation
- H.Bk-Fm = Hangende Bankkalk-Formation
- Zm-Fm = Zementmergel-Formation
- S.-Fm = Solnhofen-Formation
- Rö.-Fm = Rögling-Formation
- U.-Fm = Usseltal-Formation
- Mö.-Fm = Mörnshein-Formation
- N.-Fm = Neuburg-Formation
- R.-Fm = Rennertshofen-Formation

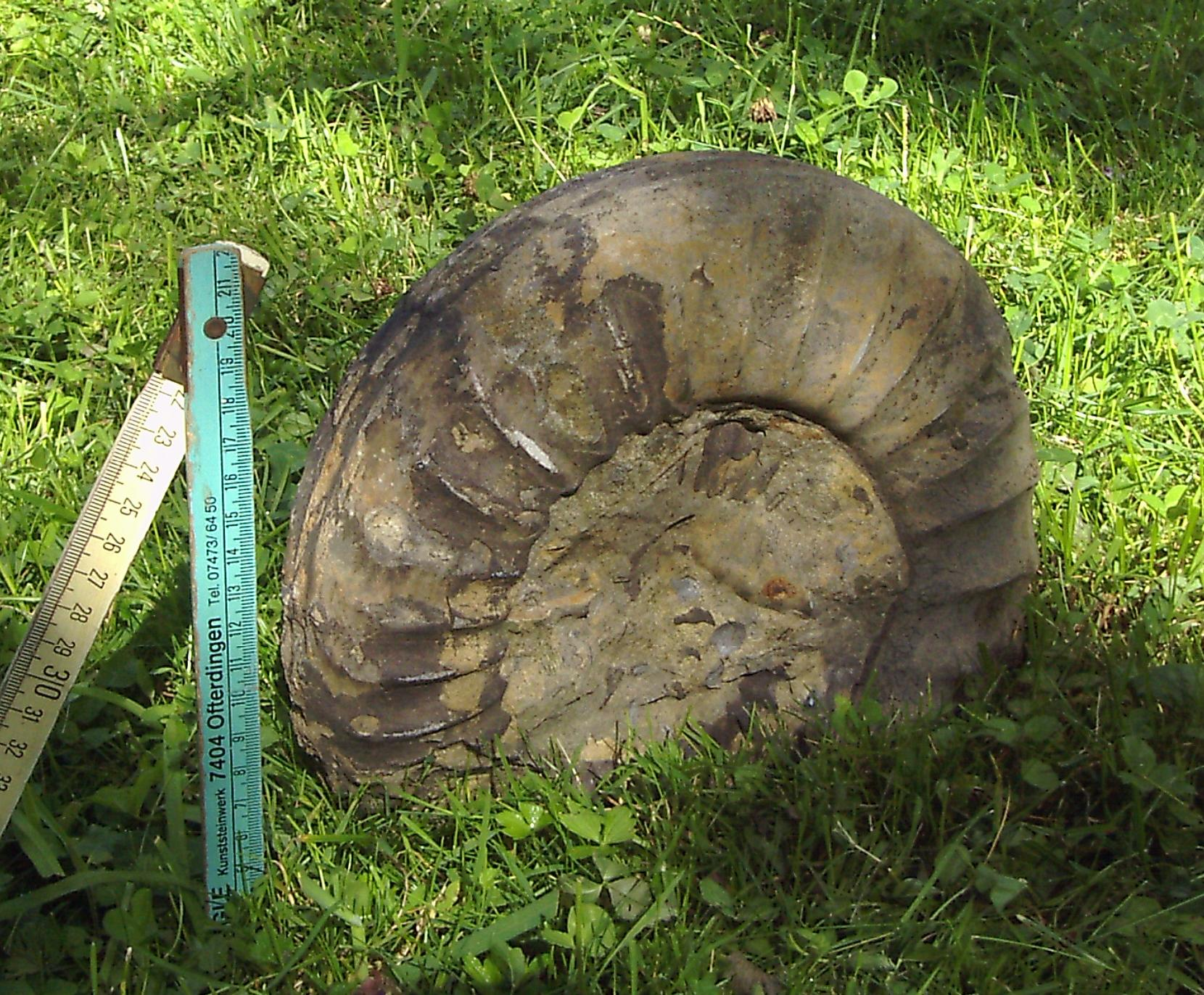
Großer Steinkern des Leitfossils Arietites bucklandi aus Ofterdingen

Gryphaea arcuata aus dem Arietenkalk des östlichen Albvorland.

Die Arietenkalk-Formation ist eine lithostratigraphische Formation des Süddeutschen Jura. Sie wird von der Angulatenton-Formation und der Angulatensandstein-Formation unterlagert und von der Obtususton-Formation überlagert. In Franken verzahnt sie sich mit der Gryphaeensandstein-Formation. Sie wird in das Sinemurium datiert.

## Geschichte
Der Begriff Arietenkalk erscheint bereits 1843 in Friedrich August Quenstedts Werk Das Flözgebirge Würtembergs. Er fasste den Begriff auch bereits als lithostratigraphisch auf.

## Definition
Die Arietenkalk-Formation besteht aus grauen Kalken und Mergeln, in die regional auch bituminöse Lagen eingeschaltet sein können. Im unteren Teile enthalten die Kalkbänke auch Chamositooide und regional Feinsande. Die Mächtigkeit beträgt in Württemberg zwischen 2 und 22 m, im mittleren Oberrheingebiet bis 25 m. Im südlichen Oberrheingebiet werden dagegen nur 3 m erreicht. Die Untergrenze der Arietenkalk-Formation wird durch einen (meist nicht sehr scharfen) Wechsel von den tonig-sandigen Gesteinen der Angulatenton-Formation und der Angulatensandstein-Formation markiert. In Württemberg ist an der Basis der Arietenkalk-Formation die sogenannte „Kupferfelsbank“ ausgebildet. Die Obergrenze ist das Tonpaket der Obtususton-Formation, an deren Basis eine schillreiche Lage liegt, das sogenannte Capricornenlager, das heißt die Basis des Capricornenlagers bildet die Obergrenze der Arietenkalk-Formation. Chronostratigraphisch umfasst die Arietenkalk-Formation im Wesentlichen das Untersinemurium, reicht jedoch noch geringfügig in das Obersinemurium hinein.

## Untergliederung
Die Arietenkalk-Formation wird formal nicht weiter untergliedert. In der Basis wird regional die sogenannte Kupferfelsbank ausgeschieden, die jedoch nicht überall ausgebildet ist. Außerdem wird dieser Begriff offensichtlich für unterschiedliche Bänke verwendet.

## Fossilführung
Die Arietenkalk-Formation ist bekannt durch die spektakulären Funde von bis über Meter-großen Ammoniten der Gattung Arietites (und nahe verwandte Gattungen).